# Exocentrus aureomaculatus
Exocentrus aureomaculatus är en skalbaggsart som beskrevs av Aurivillius 1915. Exocentrus aureomaculatus ingår i släktet Exocentrus och familjen långhorningar.
Artens utbredningsområde är Malawi. Inga underarter finns listade i Catalogue of Life.